# Sander Hegius College
Sander Hegius College is een middelbare school aan de Zwolseweg in Deventer. De aan stichting Pvo toebehorende school is vernoemd naar Alexander Hegius. Vanwege de vestiging in de Heilig Hartkerk, een voormalige katholieke kerk, wordt het ook wel de "Kerkschool" genoemd.

## Vernoeming
De school zou aanvankelijk vernoemd worden naar Pierre Bayle of Ida Gerhardt. Het is niet zeker waarom uiteindelijk voor een vernoeming naar Alexander Hegius is gekozen, maar voor de hand ligt dat die in tegenstelling tot de eerstgenoemden wel een band met Deventer had. De kerk grenst bovendien aan de achterzijde aan de Alexander Hegiusstraat. Ook kan de rol die het gebouw van het Hegius Gymnasium had gespeeld bij het verkrijgen van een schoolgebouw mee hebben gespeeld.

## Schoolconcept
De school werkt met het schoolconcept van SvPO voor persoonlijk onderwijs in kleine klassen van zestien leerlingen, extra onderwijstijd en huiswerk op school, voor havo, vwo en gymnasium. Ofschoon de school geen vmbo-t-licentie heeft, worden wel leerlingen met een vmbo-advies aangenomen en krijgen ze de kans om havo te halen. Jaarlijks stromen maximaal 80 leerlingen in, tot het maximum van 400 leerlingen is bereikt.

## Bouwgeschiedenis

### Zoektocht naar geschikte huisvesting
Aan de oprichting van de school in Deventer ging een lange juridische strijd vooraf. Jarenlang weigerde de gemeente te voldoen aan haar wettelijke plicht om in huisvesting te voorzien, met het argument dat er geen schoolgebouw beschikbaar was. Als zij dit tot 2019 zou volhouden, zou de toestemming van de minister voor de nieuwe school komen te vervallen.
In 2018 wilde de gemeente het gebouw van het voormalige Hegius Gymnasium per opbod verkopen. Dit was voor het schoolbestuur het bewijs dat er wel degelijk een schoolgebouw beschikbaar was. Zij daagde de gemeente voor de rechter, die de verkoop echter niet verbood. Het schoolbestuur deed toen zelf een bod op het gebouw, maar zonder succes. Vervolgens bood de gemeente alsnog een ander schoolgebouw aan, maar dat gebouw werd door het schoolbestuur ongeschikt geacht. Het bestuur stapte opnieuw naar de rechter, die de gemeente opdracht gaf een beter aanbod te doen.

### Koop en verbouwing van de Heilig Hartkerk
De gemeente kwam niet met een beter bod en het schoolbestuur besloot in 2018 tot de koop van de voormalige rooms-katholieke Heilig Hartkerk aan de Zwolseweg. Het pand moest voor 1 augustus 2019 voor schoolgebruik gereed zijn, omdat anders het besluit van het Ministerie van Onderwijs voor de bekostiging van de school zou vervallen. De verbouwing werd derhalve voortvarend aangepakt, maar de gemeente legde een bouwstop op vanwege zorgen over de aantasting van de monumentale waarde van het kerkgebouw. Deze bevatte met name een oude tegelvloer en een rijksmonumentale orgel die tijdens de bouwwerkzaamheden beschermd moesten worden. In een kort geding werd het schoolbestuur de opdracht gegeven de bouwplannen hierop aan te passen alvorens met de bouw doorgegaan kon worden.
Door deze vertragingen riskeerde de school de Ministeriële bekostiging alsnog mis te lopen en was de school genoopt in augustus 2019 te beginnen op een tijdelijke locatie, het voormalige Carinovapand verderop aan de Zwolseweg. Na aanpassing van het bouwplan kon de verbouwing worden voortgezet en werd de verhuizing van de school naar het kerkgebouw in het voorjaar van 2020 gepland.

### Uitbreiding
Vanwege de grote verwachtingen van de SVPO van het aantal leerlingen die de school zou gaan huisvesten, was van meet af aan duidelijk dat een te kleine ruimte gekocht was. Er bleek inderdaad voldoende interesse voor de school en al in 2020 wordt een uitbreiding van het gebouw gepland. Dit werd aanvankelijk op het terrein van de kerk gepland, maar dat stuitte op bezwaar van buurtbewoners. Daarop besloot het bestuur om de naastliggende pastorie te kopen en nieuwbouw tussen pastorie en kerk te realiseren. Ook het nieuwe plan kon niet op goedkeuring van buurtbewoners rekenen omdat daarvoor groen moest wijken. Zij stapten naar de rechter, maar vingen bot; de nieuwbouw werd in 2022 in gebruik genomen.

## Beschrijving schoolgebouw
Omdat de Heilig Hartkerk een gemeentelijk monument is, is het door architect Romke Lemstra gemaakte ontwerp een 'doos-in-doos' concept. De klaslokalen van de houtskelet-school zijn drie lagen hoog in het middenschip op een ingebracht zwevend vloer gebouwd, terwijl de zijbeuken in verkeersruimte en ventilatie voorzien. Zo blijft de monumentale tegelvloer van het monument onbelast en zijn de buitenmuren van de kerk ongemoeid gebleven.
Het priesterkoor, van waaruit voorheen naar de hoofdingang gekeken het kerkorgel gezien kon worden, is thans het auditorium van de school. Het orgel is er niet meer, maar het ontwerp van wat er thans staat houdt het in herinnering middels verticaal geplaatste latten van beukenhout.
De school in de kerk is uitgebreid door toevoeging van het belendende pastoriegebouw en nieuwbouw daarachter. De drie gebouwen zijn verbonden met glazen gangen.